# Axianassa arenaria
Axianassa arenaria är en kräftdjursart som beskrevs av Brian Frederick Kensley och Heard 1990. Axianassa arenaria ingår i släktet Axianassa och familjen Laomediidae. Inga underarter finns listade i Catalogue of Life.